# Vaso de los letreros
El vaso de los letreros es uno de los vasos de Liria, ejemplos de cerámica ibérica encontrados en las ruinas de la antigua ciudad de Edeta (capital de los edetanos), que tiene la particularidad de portar una larga inscripción en escritura ibérica nororiental y una figura de un jinete.
Ha sido denominado como el más famoso de los vasos de Liria.
Su código en el catálogo Hesperia es V.06.008.